# 1645년
1645년은 일요일로 시작하는 평년이다.

## 연호
- 남명(南明) 홍광(弘光) 원년 / 융무(隆武) 원년
- 순(順) 영창(永昌) 2년
- 서(西) 대순(大順) 2년
- 청(淸) 순치(順治) 2년
- 일본(日本) 쇼호(正保) 2년
- 후 레 왕조(後黎朝) 푹타이(福泰) 3년
- 막 왕조(莫朝) 투언득(順德) 8년

## 기년
- 남명(南明) 안종 홍광제(安宗 弘光帝) 원년 / 소종 융무제(紹宗 隆武帝) 원년 / 감국 정강왕(監國靖江王) 원년 / 감국 노왕(監國潞王) 원년
- 순(順) 이자성(李自成) 2년
- 서(西) 장헌충(張獻忠) 2년
- 류큐(琉球) 쇼켄왕(尚賢王) 5년
- 청(淸) 세조 순치제(世祖 順治帝) 2년
- 조선(朝鮮) 인조(仁祖) 23년
- 후 레 왕조(後黎朝) 진종(眞宗) 3년

## 사건
- 음력 2월 - 청나라에 볼모로 잡혀 있던 인조(仁祖)의 적장자 소현세자가 귀국하였다. 이 때, 과학 및 천주교 서적과 지구의 등을 가지고 왔다.
- 5월 21일(음력 4월 26일) - 소현세자가 급사하였다.
- 11월 14일(음력 9월 27일) - 봉림대군을 세자로 책봉.

## 사망
- 5월 21일(음력 4월 26일) - 인조의 적장자 소현세자
- 12월 13일(음력 10월 26일) - 조선 중기의 서예가 권대임